# El búfalo de la noche
El búfalo de la noche és una pel·lícula de l'any 2007 dirigida per Jorge Hernández Aldana, basada en la novel·la homònima de Guillermo Arriaga. Protagonitzada per Diego Luna, va ser estrenada a Mèxic el 17 d'agost de 2007 i als Estats Units el 14 d'abril de 2009.
La història gira entorn de Gregorio (Gabriel González), un jove esquizofrènic que en suïcidar-se afecta les vides de la seva núvia (Liz Gallardo) i el seu millor amic (Diego Luna), que mantenien una relació secreta, traint la confiança de Gregorio i inevitablement embolicant-se ells mateixos en un viatge de culpa quan aquest decideix llevar-se la vida.

## La pel·lícula
Segueix la història de la novel·la del mateix nom, estructurant-la d'una manera molt més àgil. Situada en l'època actual de Mèxic, els personatges són estudiants universitaris lluitant per sobresortir en un món que s'aliena cada vegada més amb el temps, on el contacte personal plena els buits de la comunicació interpersonal.
L'escriptor va explicar en una entrevista: "És una novel·la que vaig escriure després d'ensenyar a la universitat per un temps. Després d'un parell d'anys em vaig adonar que la gent juvenil s'està danyant emocionalment cada vegada més, la seva capacitat com a éssers humans de ser introspectius i relacionar-se amb l'altre es deteriora amb el temps; això és justament el que la pel·lícula tracta de reflectir... des que es va estrenar, la seva audiència lògica ha estat la gent de menys de 30 anys, qui l'entén millor en estar vivint la mateixa confusió que els personatges."
L'aparent incongruència en les accions, pensaments i personalitats dels personatges reflexa en gran manera la idiosincràsia llatinoamericana; el director va dir: "La importància de fer aquesta pel·lícula és la contradicció dels personatges, sent el que els acosta a la gent real. Les històries de gent menor que veiem en la pantalla gran a Amèrica Llatina usualment ve d'altres països i, per tant, reflecteixen una realitat que no tenim; la intenció en aquesta cinta és de mostrar aquests problemes a la joventut llatina en la nostra pròpia llengua... abans de començar el rodatge no sabia que Mèxic té una alta taxa de suïcidi i esquizofrènia en joves (una de les més altes del món). Això em va mostrar que vam fer una bona elecció en parlar d'aquests temes: a més d'entretenir, vam voler fer un retrat de Mèxic i una cosa general d'Amèrica Llatina."

## Repartiment
- Diego Luna: Manuel
- Liz Gallardo: Tania
- Gabriel González: Gregorio
- Irene Azuela: Margarita
- Emilio Echevarría: Ramírez
- Camila Sodi: Rebeca
- Celso Bugallo: Camariña
- Walther Cantú: Jacinto
- Claudia Lobo: Mare de Manuel
- Miguel Ángel Ferris: Pare de Manuel
- Verónica Langer: Mare de Gregorio
- Javier Díaz Dueñas :Pare de Gregorio

## Producció
Originalment una altra productora va comprar els drets d'aquesta novel·la però van ser revocats quan l'escriptor, Guillermo Arriaga, va veure que el projecte es transformava en una cosa amb la que no estava d'acord. En haver passat per una cosa similar anys enrere amb la cinta de 1999 Un dulce olor a muerte, també basada en una de les seves novel·les i dirigida per Gabriel Retes, es va prometre que no permetria que una altra pel·lícula mutés el missatge de les seves obres en una cosa que no es relacionés.
Per aquesta decisió va prendre ell mateix el projecte i va buscar productors locals, admetent que pretenia un director novençà per a donar-li una cara fresca al film; finalment va triar Jorge Hernández, a qui Arriaga va premiar per un curt veneçolà quan va ser jurat d'un concurs.
La filmació es va dur a terme a l'Hotel Turístic Churubusco, un motel al sud de la Ciutat de Mèxic. No obstant això, la producció va decidir muntar un set reproduint una de les habitacions perquè els actors tinguessin més privacitat en filmar les escenes eròtiques plantejades en el guió.

## Banda sonora
Omar Rodríguez-López (en aquell moment membre de The Mars Volta) va escriure la música que va ser cantada gairebé tota per ell mateix amb algunes col·laboracions de la banda.
No va ser llançada en cap format, encara que l'àlbum «Se dice bisonte, no búfalo» va ser citat com la banda sonora original de la pel·lícula. Va haver-hi passatges de tres cançons d'Amputechture: Asilos Magdalena, Viscera Eyes i Tetragrammaton.